# Juan Ortubé Vargas
Juan Ortubé Vargas (La Paz, 1944. május 24. – Buenos Aires, 2024. január 1.) bolíviai nemzetközi labdarúgó-játékvezető. Teljes neve Juan Oscar Ortubé Vargas. Polgári foglalkozása profi játékvezető.

## Pályafutása
Játékvezetésből La Pazban vizsgázott. A La Paz-i labdarúgó-szövetség keretében működtetett bajnokságokban kezdte szolgálatát. Az FBF Játékvezető Bizottságának (JB) minősítésével a Liga Nacional B, majd 1966-tól a Liga de Fútbol játékvezetője. 1977–1992 között profi bíró. Küldési gyakorlat szerint rendszeres partbírói szolgálatot is végzett. A nemzeti játékvezetéstől 1992-ben visszavonult.Liga de Fútbol mérkőzéseinek száma: 292.
A Bolíviai labdarúgó-szövetség JB terjesztette fel nemzetközi játékvezetőnek, a Nemzetközi Labdarúgó-szövetség (FIFA) 1970-től tartotta nyilván bírói keretében. A COMNEBOL JB már 1966-tól foglalkoztatta. A FIFA JB központi nyelvei közül a spanyolt beszéli. Több nemzetek közötti válogatott (Labdarúgó-világbajnokság, Copa América), valamint Copa Libertadores klubmérkőzést vezetett, vagy működő társának partbíróként segített. A nemzetközi játékvezetéstől 1991-ben búcsúzott. Copa Libertadores mérkőzéseinek száma: 19 (1966. 03. 23.–1989. 04. 11.). Dél-Amerikában a legtöbb válogatott mérkőzést vezetők rangsorában többed magával, 10 (1980. augusztus 26.– 1991. július 14.) találkozóval tartják nyilván.
Az 1985-ös U16-os labdarúgó-világbajnokságon, valamint 1987-es U16-os labdarúgó-világbajnokságon a FIFA JB bíróként foglalkoztatta.
| Időpont            | Helyszín                  | Mérkőzés típusa              | Mérkőzés                                  | Eredmény | Nézők száma |
| ------------------ | ------------------------- | ---------------------------- | ----------------------------------------- | -------- | ----------- |
| 1985. augusztus 4. | Kijelölt Stadion, Sanghaj | csoportmérkőzés (D. csoport) | Katar–Magyarország                        | 0 – 3    | 25 000      |
| 1987. július 16.   | Kijelölt Stadion, Toronto | csoportmérkőzés (A. csoport) | Kanada–Katari U17-es labdarúgó-válogatott | 1 – 2    | 6500        |

Az 1990-es labdarúgó-világbajnokságon a FIFA JB játékvezetőként alkalmazta. 
Selejtező mérkőzéseket a COMNEBOL zónában irányított. 
| Időpont          | Helyszín                         | Mérkőzés típusa           | Mérkőzés           | Eredmény |
| ---------------- | -------------------------------- | ------------------------- | ------------------ | -------- |
| 1989. július 30. | Brígido Iriarte Stadion, Caracas | előselejtező (3. csoport) | Venezuela–Brazília | 0 – 4    |

Az 1989-es Copa América és az 1991-es Copa América labdarúgó-tornán a COMNEBOL JB hivatalnokként vette igénybe. 
| Időpont          | Helyszín                                     | Mérkőzés típusa              | Mérkőzés                             | Eredmény | Nézők száma |
| ---------------- | -------------------------------------------- | ---------------------------- | ------------------------------------ | -------- | ----------- |
| 1989. július 5.  | Fonte Nova Stadion, Salvador da Bahia        | csoportmérkőzés (A. csoport) | Paraguay–Kolumbia                    | 1 – 0    | 1500        |
| 1991. július 5.  | Estadio Nacional de Chile, Santiago de Chile | csoportmérkőzés (A. csoport) | Paraguayi labdarúgó-válogatott–Peru  | 1 – 0    | 42 779      |
| 1991. július 14. | Estadio Nacional de Chile, Santiago de Chile | csoportmérkőzés (A. csoport) | Argentína–Perui labdarúgó-válogatott | 3 – 2    | 67 902      |

Játékvezetői pályafutását befejezve az FBF JB tagja, ellenőre.